# Ninel Conde
Ninel Herrera Conde (Toluca, 29 settembre 1976) è un'attrice e modella messicana.
Ha partecipato in diverse telenovelas come Rebelde, nel ruolo di Alma Rey, Fuego en la sangre e Mar de amor. Nel 2004 ha partecipato all'edizione Big Brother VIP.
Ha anche partecipato al film Ugly Betty nel ruolo di una donna sexy protagonista della televisione. Nel 2008 ha partecipato a El show de los Sueños.